# Rafael Kubelík

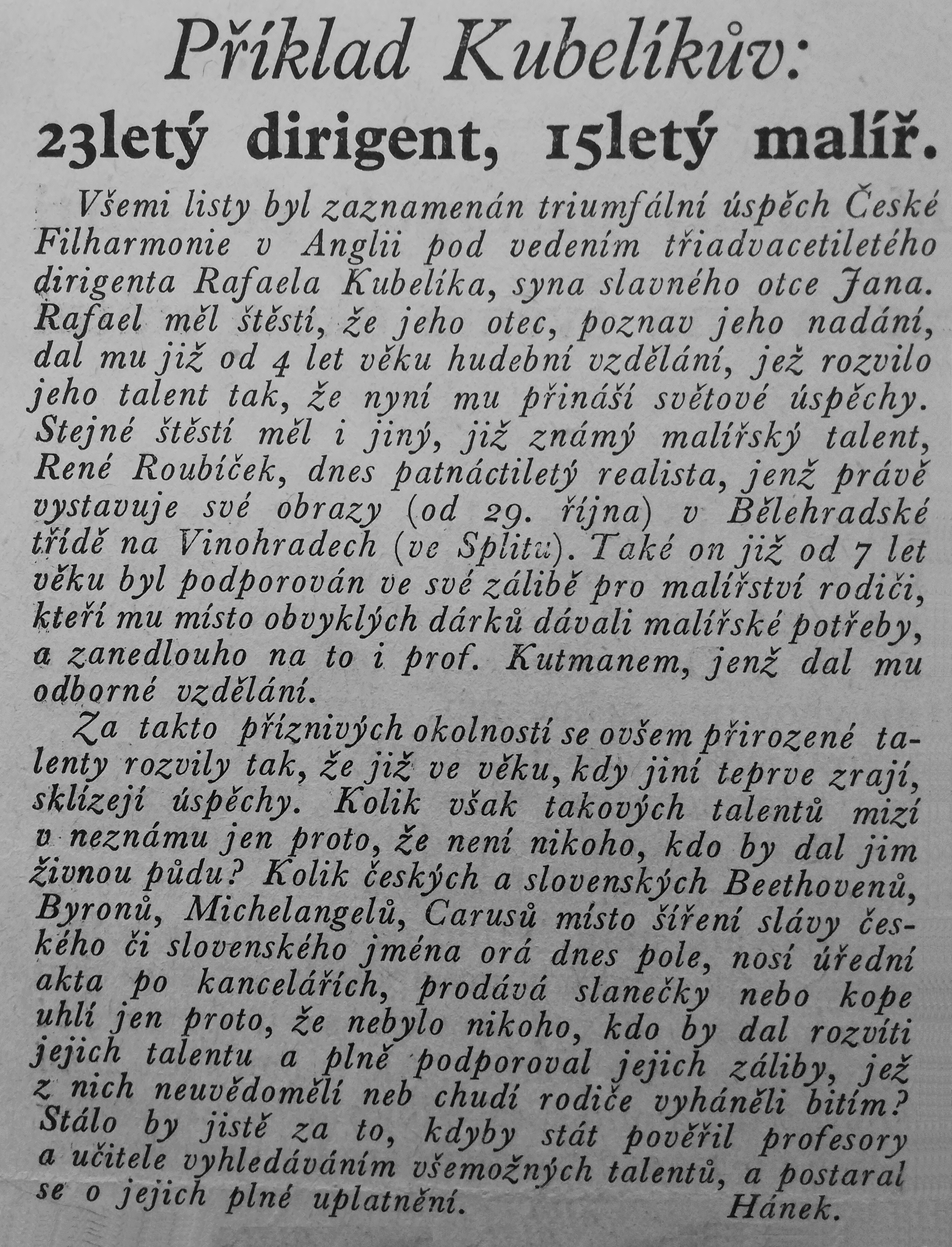
Novinový článek z dobového tisku (1937). Druhým zmíněným umělcem je René Roubíček.

Rafael Jeroným Kubelík (29. června 1914 zámek Býchory – 11. srpna 1996 Kastanienbaum, kanton Lucern, Švýcarsko) byl český dirigent, skladatel a houslista. Proslul však především jako interpret děl českých a dalších slovanských skladatelů (Dvořák, Janáček, Martinů, Musorgskij, ad., především ale Smetana a Stravinskij). Byl též vyhlášeným odborníkem na skladby Gustava Mahlera či Bély Bartóka. V roce 1990 získal čestný doktorát Univerzity Karlovy v Praze, o rok později mu byl udělen Řád Tomáše Garrigua Masaryka a stal se čestným občanem hlavního města Prahy.

## Umělecký životopis
Rafael Kubelík byl synem vynikajícího houslového virtuóza světové pověsti Jana Kubelíka. Otec mu poskytl základy hudebního vzdělání a směroval ho ke dráze houslisty. Rafael Kubelík absolvoval v letech 1928–1933 pražskou konzervatoř, kde kromě houslové hry studoval též skladbu a dirigování. Jeho kariéra dirigenta měla velmi strmý vzestup, neboť již v roce 1934 řídil poprvé Českou filharmonii. Spolu s ní se postupně účastnil koncertních turné v Itálii a Anglii. Po krátkém angažmá v brněnské opeře byl v roce 1942, tedy již ve svých 28 letech jmenován po legendárním Václavu Talichovi uměleckým ředitelem České filharmonie. Tehdy udržoval časté kontakty s hudebním skladatelem Vítězslavem Novákem, za nímž zajížděl do východočeské Skutče. V roce 1946 s orchestrem zahajoval i uzavíral 1. ročník festivalu Pražské jaro. Po únorovém komunistickém puči v létě roku 1948 emigroval. Postupně se vypracoval v jednu z největších dirigentských osobností své doby. V letech 1950–1953 stál jako umělecký ředitel a dirigent v čele Chicagského symfonického orchestru. Trvale propagoval ve světě českou hudbu a díky obrovskému úspěchu jím provedené Janáčkovy Káti Kabanové byl v roce 1955 jmenován hudebním ředitelem Královské opery (Royal Opera House) v Londýně, kde působil do roku 1958. Hudba českých a dalších slovanských autorů se stala pravidelnou součástí repertoáru opery. Po období častého hostování (Vídeňská či Izraelská filharmonie) byl v letech 1961–1979 šéfdirigentem symfonického orchestru Bavorského rozhlasu v Mnichově, ze kterého vytvořil přední světové těleso. Současně byl v letech 1972–1974 dirigentem Metropolitní opery v New Yorku. Zde řídil poprvé 22. října 1973 benefiční představení opery Hectora Berlioze Trójané. Dále zde nastudoval operu Richarda Wagnera Götterdämmerung, kterou zde naposledy dirigoval 6. dubna 1974.
Rafael Kubelík byl v emigraci trvale velmi angažován politicky a kulturně ve prospěch české společnosti i jednotlivců, pronásledovaných komunistickým režimem. Žil posléze střídavě v USA a Švýcarsku. Od svých sedmdesáti let byl již natolik handicapován chronickým kloubním onemocněním, že musel dirigentskou činnost ukončit. Přes všechny problémy však po pádu komunistického režimu uvítal možnost zahájit po 42 letech v exilu roku 1990 festival Pražské jaro cyklem Smetanových symfonických básní Má vlast. Zemřel 11. srpna 1996 ve Švýcarsku. Po symbolickém posledním rozloučení v Rudolfinu 18. září byl pohřben na vyšehradském Slavíně v Praze vedle svého otce.
| Státní opera Brno                       | 1939–1941 | šéfdirigent                 |
| Česká filharmonie                       | 1942–1948 | šéfdirigent                 |
| Chicago Symphony Orchestra              | 1950–1953 | umělecký ředitel a dirigent |
| Královská opera Covent Garden v Londýně | 1955–1958 | umělecký ředitel a dirigent |
| Symfonický orchestr bavorského rozhlasu | 1961–1979 | šéfdirigent                 |
| Metropolitní opera v New Yorku          | 1972–1974 | dirigent                    |

## Skladatelská činnost
Kubelíkova kompoziční činnost obsahuje především orchestrální, koncertantní a vokálně-instrumentální skladby. Kromě toho se věnoval operní tvorbě a napsal několik komorních skladeb. Jen málo z autorových děl se dočkalo provedení.
Opery
- Veronika (provedeno poprvé v Brně 1947).
- Cornelia Faroli (provedeno v Augsburgu 1972)
- Císařovy nové šaty (1946, nikdy neprovedeno)
- Květinky malé Idy (1946, nikdy neprovedeno).

Komorní a koncertní skladby
- 1.houslový koncert (1940)
- 2.houslový koncert (1951)
- Violoncellový koncert (1944)
- Klavírní koncert (1950)

Orchestrální, instrumentálně-vokální a chrámové skladby
- Sekvence (1975)
- Quattro forme per archi
- Pro memoria patris (1944)
- rekviem Libera nos pro orchestr, smíšený, dětský a recitační sbor (1955-56)
- Mše pro dětský sbor a smyčcový kvartet (1955)

## Nejvýznamnější nahrávky
- Antonín Dvořák: 9 Symphonien, Scherzo capriccioso, The Wood Dove, Karneval Ouvertüre, Berliner Philharmoniker, Symphonieorchester des Bayerischen Rundfunks CD komplet)
- Antonín Dvořák: Stabat Mater op. 58, Legends op. 59, Mathis • Reynolds, Ochman • Shirley-Quirk, Chor und Symphonieorchester des Bayerischen Rundfunks, English Chamber Orchestra
- Antonín Dvořák: Concerto for Piano, Rudolf Firkušný - piano ; Česká filharmonie (1944 a 1946), CD úprava
- Georg Friedrich Händel: Xerxes Sbor a Symfonický orchestr Bavorského rozhlasu řídí Rafael Kubelík. Osoby a obsazení: Xerxes (Fritz Wunderlich), Romilda (Jean Cook), Atalanta (Ingeborg Hallstein), Arsamenes (Naan Pöld), Amastris (Herta Töpper), Elvino (Max Proebstl), Ariodantes (Karl-Christian Kohn), Orfeo[3]
- Gustav Mahler: 10 Symphonien, Symphonieorchester des Bayerischen Rundfunks, (CD komplet)
- Béla Bartók: Concerto for Orchestra, Two Portraits, The Miraculous Mandarin; Royal Philharmonic Orchestra
- Bedřich Smetana: My Country, Boston Symphony Orchestra
- Bedřich Smetana: symfonické poemy, Vítězslav Novák: Česká suita; Česká filharmonie (1943 až 1948), CD úprava
- Přítomnost II. - Contemporary Czech Music (Rafael Kubelík - II. String Quartet, Jan Rychlík - Hommagi Gravicembalistici, Klement Slavický - Trio for Oboe, Clarinet and Bassoon, Jan Novák - Dulces Cantilenae for Tenor and Cello, Jiří Dvořáček - Slzy, Ivo Jirásek - Pastorale e saltarello for Oboe and Harp, Jiří Teml - Pantomima for Flute and Piano

## Ocenění
Kubelík získal mnoho vyznamenání, cen a čestných doktorátů:
- Golden Book of the Jewish National Fund (1954, Keren Kaymeth Leisrael),
- Ridder af Danneborgordenen (1960, Dánsko),
- Bayerischer Verdienstorden (1966),
- Grosses Verdienstkreuz des Verdienstordens der BRD (1974),
- Sonning Award (1983, Dánsko),
- Commandeur de l’ordre des Arts et Lettres (1984, Francie),
- Řád Tomáše Garrigua Masaryka 1. třídy (1991, ČSFR),
- Honorary Knight Commander of the British Empire (1996, UK).